# Eom Hye-won
Eom Hye-won (kor. 엄혜원; * 8. September 1991) ist eine südkoreanische Badmintonspielerin.

## Karriere
Eom Hye-won gewann bei der Juniorenweltmeisterschaft 2008 Silber mit dem Team und Bronze im Mixed. Bei der Korea Open Super Series 2009 wurde sie Fünfte, beim Korea Open Grand Prix Zweite. 2011 siegte sie bei der Universiade sowohl im Doppel als auch im Mixed.

## Partner
Eom Hye-won hat bei internationalen Veranstaltungen mit folgenden Partnern in den Doppeldisziplinen gespielt.

### Damendoppel
| Name           | Nationalität | Jahr(e) |
| -------------- | ------------ | ------- |
| Chang Ye-na    | Südkorea     |         |
| Choi Hye-in    | Südkorea     |         |
| Jung Kyung-eun | Südkorea     |         |
| Kim Min-seo    | Südkorea     |         |
| Kim Ha-na      | Südkorea     |         |

### Gemischtes Doppel
| Name           | Nationalität | Jahr(e) |
| -------------- | ------------ | ------- |
| Kim Gi-jung    | Südkorea     |         |
| Kim Dae-eun    | Südkorea     |         |
| Choi Young-woo | Südkorea     |         |
| Ko Sung-hyun   | Südkorea     |         |
| Kang Ji-wook   | Südkorea     |         |
| Kim Sa-rang    | Südkorea     |         |
| Yoo Yeon-seong | Südkorea     |         |
| Kang Ji-wook   | Südkorea     |         |

## Sportliche Erfolge
| Saison | Veranstaltung                  | Disziplin         | Platz             | Name                          |
| ------ | ------------------------------ | ----------------- | ----------------- | ----------------------------- |
| 2012   | Korea Open Grand Prix          | Damendoppel       | 1                 | Eom Hye-won / Chang Ye-na     |
| 2012   | Korea Open Grand Prix          | Gemischtes Doppel | 1                 | Eom Hye-won / Shin Baek-cheol |
| 2012   | Singapur Open Super Series     | Damendoppel       | 1                 | Eom Hye-won / Jang Ye-na      |
| 2012   | Hong Kong Open Super Series    | Damendoppel       | Viertelfinalistin | Eom Hye-won / Jang Ye-na      |
| 2012   | China Open Super Series        | Damendoppel       | Halbfinalistin    | Eom Hye-won / Jang Ye-na      |
| 2012   | French Open Super Series       | Gemischtes Doppel | Viertelfinalistin | Eom Hye-won / Shin Baek-choe  |
| 2012   | Denmark Open Super Series      | Damendoppel       | Viertelfinalistin | Eom Hye-won / Jang Ye-na      |
| 2012   | Indonesia Open Grand Prix Gold | Damendoppel       | 2                 | Eom Hye-won / Jang Ye-na      |
| 2012   | Open Japan Super Series        | Damendoppel       | Viertelfinalistin | Eom Hye-won / Jang Ye-na      |
| 2013   | Singapur Open Super Series     | Mixed             | 2                 | Eom Hye-won / Yoo Yeon-seong  |